# Taxe sur l'exploration d'hydrocarbures
Lire en ligne

Lire sur Légifrance

La taxe sur l'exploration d'hydrocarbures  est une taxe française entrée en vigueur le 1er janvier 2018 afin de financer la reconversion des zones explorées et inciter les entreprises à restreindre leurs zones d'exploration.

## Historique
Alors que la France est dotée de redevances sur l'exploitation d'un gisement, l'exploration n'était jusqu'à présent pas taxée, hors impôts de droits communs. Ce non-assujettissement a permis à l’État de collecter de nombreuses données sur le sous-sol profond grâce aux activités d'exploration menée par les entreprises. Pour le gouvernement, l'absence de fiscalité spécifique était contradictoire avec l'objectif du « Plan climat » d'une sortie progressive de la production d'hydrocarbures sur le territoire français à l'horizon 2040.     
Le gouvernement a inscrit dans le projet de loi de finances rectificative pour 2017 la création d'une taxe relative à l'exploration des hydrocarbures. L'exposé des motifs rappelle que ce genre de taxe existe dans de nombreux pays (Espagne, États-Unis, Italie, Royaume-Uni, Norvège). Le parlement adopte la création de cette nouvelle taxe par la loi du 28 décembre 2017 codifiée à l'article 1590 du code général des impôts.  
Le produit de la taxe est affecté aux départements concernés, afin notamment de financer la reconversion des territoires. La mise en place de la taxe vise également à inciter les opérateurs à mieux délimiter leurs zones d’intérêt. En l'absence de contrainte fiscale, les opérateurs cherchent à sécuriser des zones géographiques les plus larges possibles pour mener à bien leur activité d’exploration.
La commission des finances du Sénat souligne que le rendement plutôt faible de la taxe et qui est amené  à disparaître « d'ici une décennie, quand l'ensemble des permis exclusifs de recherche sera arrivé en fin de validité » ne permettra pas de correctement aider financièrement les collectivités à réaliser des projets de reconversion de leurs territoires explorés.
Dans le cadre du projet de loi de finances pour 2019, la suppression de la taxe est réclamée par plusieurs parlementaires du fait de son faible rendement, L'Assemblée nationale adopte la suppression de cette nouvelle taxe, qui est rétablie ultérieurement en commission mixte paritaire. Un an plus tard, Lise Magnier propose à nouveau de supprimer cette « petite taxe ». La commission des finances de l'Assemblée nationale rejette l'amendement.

## Caractéristiques

### Redevables
La taxe est due par les entreprises titulaires du permis de recherches d’hydrocarbures liquides ou gazeux . La taxe est proportionnelle à la surface des permis accordés. Au 1er janvier 2017, une quinzaine d'opérateurs possède trente-trois permis d’exploration en cours de validité dont deux permis en outre-mer, couvrant une superficie de 34 966 km² (10 000 km² à terre et 24 100 km² en mer),.

### Bénéficiaire
Le produit de la taxe est perçu au profit des départements, de la collectivité territoriale de Guyane ou de la collectivité territoriale de Martinique. Il est estimé à environ 810 000 euros en 2018 et 50 000 euros en 2022. L’essentiel des recettes serait généré par le permis en mer « Guyane Martinique », pour 720 000 euros par an.